# Saint-Rome-de-Dolan
Saint-Rome-de-Dolan korábbi község Franciaország Okcitánia régiójában, Lozère megyében. Lakosainak száma 68 fő (2018. január 1.). Saint-Rome-de-Dolan Mostuéjouls, Le Massegros, Saint-Georges-de-Lévéjac, Les Vignes és Saint-Pierre-des-Tripiers községekkel határos.
2017. január 1-jén négy másik korábbi községgel egyesült és az így létrejött Massegros Causses Gorges új község része lett.

## Népesség
A település népessége az elmúlt években az alábbi módon változott:
| Lakosok száma | 120  | 79   | 55   | 54   | 73   | 78   | 75   | 64   | 62   | 68   |
|               | 1968 | 1975 | 1982 | 1990 | 1999 | 2006 | 2011 | 2013 | 2017 | 2018 |